# Стиглиц, Уго
Уго Стиглиц (исп. Hugo Stiglitz; род. 28 августа 1940, Мехико)  — мексиканский актёр кино и телевидения.

## Биография
Родился в 1940 году в Мехико. Сын бизнесмена австрийского происхождения Сигмунда Стиглица и мексиканки  Марии де лос Анхелес Лопес.  Изучал гражданское строительство в Национальном автономном университете Мексики, где вместе с ним учился будущий миллиардер и один из богатейших людей планеты Карлос Слим.
По окончании университета Уго не стремится работать по специальности. Он грезит актёрской профессией. Его друзьями становятся Анхелика Мария и Педро Армендарис младший, впоследствии также ставшие популярными артистами.
В 1968 году режиссёр Рене Кардона, снимавший в Акапулько фильм «Звери» с   Маурисио Гарсесом, предложил Стиглицу сыграть небольшой эпизод с Амаде Шабо. Кардона был настолько впечатлён новичком, что предложил ему главную роль   в своей экранизации «Робинзона Крузо», а спустя несколько лет и в его продолжении «Робинзон Крузо и Пятница на необитаемом острове». Позднее Уго Стиглиц неоднократно появлялся в фильмах Кардоны младшего, как и его отца. В частности, в нашумевшем фильме-катастрофе  1976 года «Выжившие в Андах». 
Всего же на счету актёра свыше 200 ролей в кино, сериалах и мыльных операх.
В честь Уго Стиглица Квентин Тарантино назвал одного из персонажей своего фильма «Бесславные ублюдки», которого сыграл Тиль Швайгер.

## Личная жизнь
Неоднократно был женат. Имел отношения с актрисами Барбарой Энджели  и Викторией Вера. У него трое детей — Полина, София и Уго.

## Избранная фильмография
- Звери (1969) — Тони
- Робинзон Крузо (1970) — Робинзон Крузо
- Ночь 1000 котов (1973) — Хьюго
- Робинзон Крузо и Пятница на необитаемом острове (1973) — Робинзон Крузо
- Наедине с виселицей (1974) — Энтони Тревор
- Выжившие в Андах (1976) —  Франсиско Педраса
- Тигровая акула (1977) - Стивен
- Тайна Бермудского треугольника (1978) —   капитан Марк Бриггс
- Город зомби (1980) —   Дин Миллер
- У подножия вулкана (1984) — Синаркиста
- Откровенная ложь (1998) —   Сантьяго
- Инструкции не прилагаются (2013) —   Джонни Браво